# KEGG
KEGG（Kyoto Encyclopedia of Genes and Genomes：日本語では「京都遺伝子ゲノム百科事典」の意味）は、遺伝子やタンパク質、代謝、シグナル伝達などの分子間ネットワークに関する情報を統合したデータベースであり、バイオインフォマティクス研究に利用される。このデータベースは、細胞レベルでの生命システムの機能に関する知識を、分子間相互作用ネットワーク（代謝、シグナル伝達、遺伝情報等）の二項関係に基づいた情報としてデータベース化し (PATHWAY)、これを中心に据えているのが特徴である。さらに遺伝子カタログ情報 (GENES)、既知のタンパク質間の配列相同性情報 (SSDB)、機能的類似性情報 (KO)、生体関連化学物質に関する情報 (LIGAND) などに関する各データベースを統合し、単なるカタログ的データベースではなく、生命の設計図を構築するための知識ベースを目指している。
生物種としては、ヒトのほか動物・微生物を中心とした各種モデル生物が対象とされており、種による異同を調べたり、ネットワークの2要素の間で可能な経路を計算するなどが可能となっている。
1995年に京都大学化学研究所の金久實らによるプロジェクトとして発足し、整備が続けられ、ウェブ上で公開されている。

## KEGG PATHWAY
KEGG PATHWAYデータベースは、KEGGのコアとなる分子間相互作用ネットワークの配線図(パスウェイマップ)に関するデータベースである。パスウェイマップには遺伝子、化合物、化学反応、疾患情報など KEGG の他のデータベース内の個々のエントリが関連付けられている。パスウェイマップは、下記に分類される。
- 代謝
- 遺伝情報処理
- 環境情報処理
- 細胞プロセス
- 生体システム
- ヒト疾患
- 医薬品開発

## 購読モデル
2011年7月、KEGG はFTPアクセスによるフラットファイルのダウンロードに対して購読モデルを導入した。